# Hybomys trivirgatus
Hybomys trivirgatus је врста глодара из породице мишева (лат. Muridae).

## Распрострањење
Ареал врсте покрива средњи број држава. Врста је присутна у Нигерији, Сијера Леонеу, Обали Слоноваче, Гани и Либерији.

## Станиште
Станиште врсте су низинске шуме.

## Угроженост
Ова врста није угрожена, и наведена је као последња брига јер има широко распрострањење.